# Opius chromaticus
Opius chromaticus är en stekelart som beskrevs av Fischer 1966. Opius chromaticus ingår i släktet Opius och familjen bracksteklar. Inga underarter finns listade i Catalogue of Life.